# HTC TyTN II
De HTC TyTN II, ook bekend als de HTC Kaiser en HTC P4550, is een smartphone die geproduceerd is door HTC uit Taiwan. De TyTN II heeft een qwerty-toetsenbord en een camera met een resolutie van 3,1 megapixels. De telefoon is geschikt voor de meeste netwerken, zoals gsm, GPRS, EDGE, UMTS, HSDPA en HSUPA. De voorloper is de HTC TyTN.

## Besturingssysteem
De TyTN II werd geleverd met Windows Mobile 6.1. Enkele ontwikkelaars van XDA-ontwikkelaars is het echter gelukt om Googles besturingssysteem Android te laten werken op de TyTN II.

## Specificaties
De volgende specificaties zijn afkomstig van de website van de fabrikant:
- Schermgrootte: 7,1 cm (2,8")
- Schermresolutie: 240x320 pixels
- Invoer: touchscreen, qwerty-toetsenbord en navigatiewiel
- Batterij: 1350 mAh
- Camera: 3,1 megapixels
- Processor: Qualcomm MSM7200 (400 MHz)
- ROM: 256 MB
- RAM: 128 MB
- Extern geheugen: microSDHC-slot
- Besturingssysteem: Windows Mobile 6.1 Professional
- Wifi b/g
- Bluetooth 2.0 + EDR
- Mini USB (HTC ExtUSB)
- Grootte: 59 x 112 x 119 mm
- Gewicht: 190 gram
- Spreektijd: 420 minuten
- stand-by tijd: 365 minuten